# 권성연

권성연(權成妍)은 대한민국의 가수이다. 고려대학교 재학중이던 1990년 열린 제11회 MBC 강변가요제에서 〈한여름 밤의 꿈〉으로 대상을 받으며 활동을 시작하였다. 1991년 데뷔 음반 《난 그랬던것 같아요》을 발표하였으며, 이후 《영심이》의 주제가 〈해봐〉 삽입곡 알고싶어요 , 《피구왕 통키》의 여는 곡 등을 부르기도 하였다.

## 음반 목록
- 《난 그랬던것 같아요》 (서울음반, 1991)